# Belen, Kumluca
Belen là một xã thuộc huyện Kumluca, tỉnh Antalya, Thổ Nhĩ Kỳ. Dân số thời điểm năm 2011 là 397 người.